# Fui ni
Singles de Tomomi Itano
Dear J
(26 janvier 2011) 10nengo no Kimi e
(25 avril 2012)
Fui ni (ふいに, trad. : "Soudainement") est le 2e single physique de la chanteuse pop japonaise Tomomi Itano sorti en juillet 2011.

## Détails du single
Après un single physique sorti en janvier 2011 et deux singles numériques, ce single sort le 13 juillet 2011 en plusieurs éditions : des éditions régulières chacune notée Type A, Type B et Type C incluant un CD ainsi qu'un DVD en supplément et une édition spéciale vendue seulement au théâtre Don Quixote d'AKB48. Les CD des éditions (sauf l'édition spéciale) comprennent tous la chanson-titre puis une chanson différente en face B dans chaque CD ainsi que leurs versions instrumentales. Leurs DVD comprennent tous la musique-vidéo de la chanson-titre puis un documentaire différent dans chaque DVD.
Le single atteint la 1re place des classements hebdomadaires des ventes de l'Oricon et reste classé pendant 27 semaines. Il se vend à 90 103 exemplaires durant la première semaine et à 115 497 exemplaires au total. Lors des premières ventes, les éditions régulières étaient accompagnées d'un autocollant, une carte d'application à billets pour l'événement "CLUV Tomo. #2" (événement donné par Tomomi) et d'une photo à sélectionner dans le magazin, alors que toutes les éditions théâtre étaient accompagnées d'un billet d'événement pour un live solo de Tomomi pour un Senjafuda original.
La chanson-titre ne figurera que plus de trois ans plus tard sur le premier album studio de Tomomi intitulé S×W×A×G en juillet 2014, en tant que première piste de l'album.

## Publicité
Tout comme la chanson Dear J, la chanson-titre a été utilisée comme spot publicitaire pour la marque de sacs à main américain Samantha Thavasa au Japon. La chanson-face B Come on! a été utilisée comme spot publicitaire pour la sortie japonaise de la série américaine Nikita en DVD.

## Listes des titres
Toutes les paroles sont écrites par Yasushi Akimoto, toute la musique est composée par Yasushi Watanabe.
| 1. | Fui ni (ふいに)                       |  |
| 2. | Come on!                              |  |
| 3. | Boku no Sei (僕のせい)                |  |
| 4. | Fui ni -Instrumental- (ふいに)        |  |
| 5. | Come on! -Instrumental-               |  |
| 6. | Boku no Sei -Instrumental- (僕のせい) |  |

| 1. | Fui ni MUSIC CLIP                    |  |
| 2. | Tomo Collection -SUMMER 7DAYS STYLE- |  |

| 1. | Fui ni (ふいに)                |  |
| 2. | Come on!                       |  |
| 3. | Don't miss it!                 |  |
| 4. | Fui ni -Instrumental- (ふいに) |  |
| 5. | Come on! -Instrumental-        |  |
| 6. | Don't miss it! -Instrumental-  |  |

| 1. | Fui ni MUSIC CLIP                                   |  |
| 2. | Tomomi Itano Interview -English Speaking Area Ver.- |  |

| 1. | Fui ni (ふいに)                          |  |
| 2. | Come on!                                 |  |
| 3. | Tsuki no Inori (月の祈り)                |  |
| 4. | Fui ni -Instrumental- (ふいに)           |  |
| 5. | Come on! -Instrumental-                  |  |
| 6. | Tsuki no Inori -Instrumental- (月の祈り) |  |

| 1. | Fui ni MUSIC CLIP  |  |
| 2. | Fui ni MAKING CLIP |  |

| 1. | Fui ni (ふいに)                                                                                       |  |
| 2. | Come on!                                                                                              |  |
| 3. | Dark side                                                                                             |  |
| 4. | Mōsō Denwa "Moshi, Itano Tomomi ga Koibito Dattara..." 1 (妄想電話「もし、板野友美が恋人だったら…」①) |  |
| 5. | Mōsō Denwa "Moshi, Itano Tomomi ga Koibito Dattara..." 2 (妄想電話「もし、板野友美が恋人だったら…」②) |  |
| 6. | Mōsō Denwa "Moshi, Itano Tomomi ga Koibito Dattara..." 3 (妄想電話「もし、板野友美が恋人だったら…」③) |  |